# قيمة القيم (كتاب)
قيمة القيم هو كتاب من تأليف المفكر المغربي المهدي المنجرة، صدر سنة 2007 عن مطبعة النجاح الجديدة بالدار البيضاء. يتناول الكتاب مفهوم القيم وخصوصياتها وتأثيراتها على المجتمعات. يقع الكتاب في 327 صفحة من الحجم المتوسط، الطبعة الأولى يناير 2007، الطبعة الثانية مارس 2007.وقد أعاد طبعه المركز الثقافي العربي سنة 2019 في طبعته السادسة.
الغلاف من تصميم الفنان أحمد بن يسف. طبع بمطبعة دار النجاح الجديدة بالدار البيضاء، طبعة أولى 2022.

## نبذة:
الكتاب في أصله مجموعة من المداخلات التي شارك بها المؤلف في بعض الندوات والمحاضرات والمنتديات والحوارات التي أدلى بها لوسائل الإعلام، لذلك فإن الفترة الزمنية بين بعض المواضيع المتضمنة في الكتاب جد متباعدة، ولكن هذا التباعد الزمني لا ينفي وجود خيط ناظم للكتاب.
يتكون المؤلف من ثلاثة أجزاء؛ الأول مخصص للعلاقة بين القيم والمجتمع، يعالج الفصل الثاني الروابط الخصبة القائمة بين القيم والإبداع، أما الجزء الثالث والأخير، فإنه يركز على مكانة الذاكرة بوصفها قيمة لا تقبل النسيان أو التناسي.( سيخصص هذا الفصل للحديث عن شخصيات تركت بصمتها في مخيلة الكاتب):
- القسم الأول بعنوان: القيم والمجتمع.
- القسم الثاني بعنوان: القيم والإبداع.
- القسم الثالث والأخير بعنوان: القيم والذاكرة.[4]

## إشكالية الكتاب:
لقد دعا المهدي المنجرة في كتابه «الحرب الحضارية الأولى» الذي صدر سنة 1991 بعد حرب الخليج الثانية إلى تطوير أنظمة قيمية تراعي خصوصيات الشعوب ثقافيا واقتصاديا، ولهذا نجده قد سبق أستاذ العلوم السياسية الأمريكي بجامعة هارفارد صامويل هنتنتغتون إلى مفهوم صدام الحضارات القائم على المواجهة وبلوره، وفي هذا السياق، ولتجاوز أزمة الصراع والصدام دعا المهدي المنجرة إلى ترسيخ ثقافة الحوار والتسامح والقيم والتقارب بين الحضارات؛ التي يعدها الكاتب «البذرة الأساسية للسلام». وهنا نجد أن المنجرة قد جعل من القيم الثقافية والحوار الثقافي مرتكزات مهمة للعلاقات الدولية، بناءً على التفاعلات الثقافية في مضمونها القيمي، وبهذا يكون رهان التنوع الثقافي مفتاح البقاء للمستقبل.

## اقتباسات:
مفهوم "الذاكرة":
"الذاكرة، هي إحدى القيم التي تعطي للزمن انسجامه واكتماله وتتفاعل بين ماض يتجدد، وحاضر عابر ومستقبل مفتوح إلى الأبد؛إننا لا "نقوم بطي الصفحات" بل نعيد قراءتها بانتظام". الصفحة 13.

#### مفهوم دعم التنمية:
"إن دعم التنمية لا يسعى إلا لإبقاء الناس في الفقر. وإذا وقَّفتم هذه المساعدة الإنسانية غدا،سيكون لديكم ما بين 50000 و 70000 عاطل زائد في فرنسا،دون أن نتحدث عن التأثير الذي سيطال الولايات المتحدة والمؤسسات الدولية".الصفحة 55.

##### أهمية الفن في تقدم المجتمعات:
"إن أردتم معرفة وضع الحريات وحقوق الإنسان والديموقراطية في مجتمع معيّن، يكفيكم ملاحضة العلاقة بين المسؤولين والفن والفنانين.وإن أردتم اكتشاف خلل وسبب الشر، ابحثوا عن أولائك الذين يشجعون الرداءة" الصفحة 220.

###### الذاكرة كقيمة:
" الذاكرة هي إحدى القيم التي تعطي للزمن انسدامه واكتماله وتتفاعل بين ماض يتجدد وحاضر عابر ومستقبل مفتوح إلى الأبد؛ إننا لا "نقوم بطي الصفحات" بل نعيد قراءتها بانتظام. "الصفحة 13.

## دواعي التأليف:
"لقد كتبت هذه السطور لترد وفي الحين على حرب قاسية للقيم،والتي ليست إلا امتدادا وحشيا وملازما "للحرب الحضارية الأولى". وجون شك،فإن مستقبل الإنسانية سيكون رهينا بالثمن المخصص للحياة البشرية بدون أي تمييز؛ واحترام المتبادل للقيم،:روح البقاء البشري في ظل الكرامة." ومن تم قيمة القيم". ص 15

## منهجيتة الكتاب
يعتمد المهدي المنجرة في كتابه قيمة القيم على خلفية فكرية تتقاطع فيها السوسيولوجيا السياسية مع التحليل الحضاري والنقد الثقافي، مستندًا إلى مسيرته العلمية الممتدة، وتجربته المهنية في مؤسسات دولية مرموقة مثل اليونسكو ومنظمة الأمم المتحدة، والتي وفّرت له منظورًا كونيًا للتفاعلات الحضارية وموقع القيم فيها. يرى المنجرة أن القيم تشكّل البنية التحتية للوعي الجمعي، وأن أي اختلال فيها ينعكس سلبًا على مختلف مناحي الحياة: من التربية والتعليم، إلى الاقتصاد والسياسة، فالفن والإبداع.
يرى المنجرة أن الأزمات التي تعاني منها المجتمعات العربية والإسلامية ليست ناتجة فقط عن عوامل مادية أو سياسية، بل تعود بدرجة أولى إلى تآكل المنظومة القيمية، وغياب مشروع ثقافي ذاتي. فالقيم بالنسبة إليه ليست مجرد مبادئ أخلاقية، بل منظومة دلالية تؤطر الهوية الجماعية، وتوجّه سلوك الأفراد والمؤسسات على حد سواء. وفي هذا الإطار، يشدد على أن التنمية الحقيقية لا يمكن أن تنفصل عن القيم، بل إن أي نموذج تنموي لا ينبع من ثقافة المجتمع وقيمه سرعان ما يفشل أو يُفرض عليه الفشل.
كما ينتقد المنجرة الهيمنة الثقافية الغربية  التي تحاول فرض منظومتها القيمية من خلال العولمة، مبرزًا ما يسميه بـ"الاستعمار القيمي"، الذي يعيد إنتاج التبعية بأساليب ناعمة عبر الإعلام، والتعليم، والتمثلات الثقافية. ويرى أن مقاومة هذا الاختراق لا تكون إلا من خلال إحياء القيم الأصيلة والمتجذرة في الثقافة المحلية، والانفتاح الواعي على الكوني دون الذوبان فيه. وهو ما يسميه بـ"الممانعة الحضارية الإيجابية".
منهجيًا، لا يقدم الكتاب أطروحة أكاديمية مغلقة، بل يتبنى أسلوبًا حواريًا مفتوحًا، يزاوج بين التجربة الشخصية، والرؤية الفكرية، والتحليل النقدي، مما يمنحه طابعًا تأمليًا وتواصليًا في آن. كما أن طبيعة الكتاب كحصيلة لمداخلات ومحاضرات ولقاءات إعلامية تمنحه مرونة فكرية وتنوعًا في الطرح، دون أن يفقد اتساقه النظري. ويستشهد المنجرة في كتابه بنماذج من التاريخ العربي والإسلامي، وبشخصيات فكرية وحضارية عالمية، ويُدخل القارئ في تأملات متعددة حول مفاهيم مثل الكرامة، والاستقلال الثقافي، والإبداع، والذاكرة، والمقاومة الناعمة.
ويلعب عنصر الذاكرة دورًا محوريًا في الخلفية المنهجية للمؤلف؛ إذ يربط بين النسيان وفقدان البوصلة القيمية، ويرى أن الشعوب التي تُنسى تاريخها وشخصياتها المؤسسة سرعان ما تصبح عرضة للاختراق والتمزق. ولهذا يخصص جزءًا مهمًا من الكتاب لاستحضار شخصيات تركت أثرًا عميقًا في وجدانه، معتبرًا إياها تجسيدًا حيًا للقيم التي يدعو إلى استعادتها وتوطينها.
بهذا المعنى، يشكل كتاب قيمة القيم امتدادًا طبيعيًا لمشروع المهدي المنجرة الفكري، الذي دافع فيه عن الكرامة الثقافية، والاستقلال المعرفي، والتعدد الحضاري، كما هو الحال في مؤلفاته الأخرى مثل الإهانة في عهد الميغا إمبريالية وانتفاضات والزمن المفترس.

## الاستقبال النقدي
حظي كتاب قيمة القيم باستقبال نقدي متنوع داخل الأوساط الفكرية والثقافية في المغرب والعالم العربي، حيث اعتبره عدد من الباحثين امتدادًا طبيعيًا لمشروع المهدي المنجرة الذي جمع بين التحليل الحضاري والنقد القيمي والاستشراف الثقافي. فقد أشادت بعض الدراسات الأكاديمية بعمق الطرح الفكري الذي يقدمه الكتاب، معتبرة إياه مساهمة نوعية في إعادة الاعتبار لمفهوم القيم داخل النقاش التنموي والثقافي، في ظل هيمنة الخطابات التقنية والاقتصادية على السياسات العمومية في العالم العربي.
واعتبرت الباحثة فاطمة منير أن الكتاب لا ينفصل عن الرؤية الشاملة التي دافع عنها المنجرة منذ عقود، والتي ترى في تفكيك الاستعمار القيمي مقدمة ضرورية لأي نهوض حضاري حقيقي، مشيرة إلى أن أهمية الكتاب تكمن في بساطة لغته ووضوح خطابه، ما يجعله في متناول جمهور واسع من القراء، دون أن يفرط في عمق المضمون أو الطرح النقدي.
في المقابل، اعتبر بعض النقاد أن اعتماد المؤلف على تجميع محاضرات ومداخلات إعلامية قد يضعف من تماسك البنية الداخلية للكتاب، ويجعل بعض فصوله تبدو أقرب إلى تأملات حرة منها إلى دراسة نسقية مترابطة. كما أشار البعض إلى غلبة البعد الإنشائي والخطابي في بعض المقاطع، مقابل ضعف التوثيق أو التحليل العلمي الدقيق لبعض المفاهيم.
رغم ذلك، يُجمع عدد من القراء والباحثين على أن قيمة القيم يمثل مرجعًا مهمًا في النقاش حول الهوية الثقافية والتحولات الحضارية، خاصة في ظل ما يشهده العالم العربي من تحديات قيمية متراكمة. وقد ساهمت إعادة طبع الكتاب عدة مرات، وانتشاره الواسع بين القراء، في تأكيد حضوره في المشهد الثقافي والفكري المغربي، بوصفه من الأعمال التأسيسية التي تضع "القيم" في صلب التفكير التنموي والسياسي.